# Onthophagus turpidoides
Onthophagus turpidoides é uma espécie de inseto do género Onthophagus, família Scarabaeidae, ordem Coleoptera.
Foi descrita cientificamente por Kabakov em 2008.